# آب مقدس (فیلم ۲۰۰۹)
آب مقدس (انگلیسی: Holy Water) یک فیلم فیلم کمدی محصول کشور ایرلند است که در سال ۲۰۰۹ منتشر شد.
از بازیگران آن می‌توان به لیندا همیلتون، جان لینچ و سوزان لینچ اشاره کرد.